# Biccari
Biccari es una localidad y comune italiana de la provincia de Foggia, región de Apulia, con 2.899 habitantes.

## Evolución demográfica
| Gráfica de evolución demográfica de Biccari entre 1861 y 2001 |
|                                                               |
| Fuente ISTAT - elaboración gráfica de Wikipedia               |

## Historia
El asentamiento neolítico a mayor altitud en Puglia fue descubierto en el territorio de Biccari, a más de 700 m sobre el nivel del mar en la localidad de Boschetto, a lo largo de la orilla del arroyo Organo, a pocos kilómetros de la actual ciudad.
Los orígenes del núcleo habitado de Biccari se situarán entre 1024 y 1054 por los bizantinos del catapano Basilio Bojannes (Bogiano) y el vicario de Troia, Bisanzio de Alferana. Testimonio de la época es la torre cilíndrica, parte de una serie de puestos militares construidos para defender mejor la Via Traiana, una importante arteria de conexión para el tráfico y el comercio entre Irpinia y Tavoliere.
El nombre Vicari (Biccari) apareció por primera vez en un acto de agosto de 1054 con el que la viuda Sikelgaita donó sus posesiones al monasterio de San Pietro en Vulgano.
Tras la victoria sobre los bizantinos cerca del río Olivento, un oficial normando del ejército de Roberto il Guiscardo, un tal Pagano, tomó posesión de Biccari y fortificó el primitivo centro habitado construido a la sombra de la torre, convirtiéndola en una "ciudad fortificada ".
El propio Pagano favoreció el nacimiento de un nuevo "obispado" en Biccari, colocando como obispo a un sacerdote llamado Benedicto que será depuesto por el Papa Alejandro II con una bula de 1067. Guglielmo d'Altavilla, nieto de Roberto il Guiscardo, favoreció la ampliación del centro habitado hacia Porta Pozzi y la ampliación del territorio de Biccari. Con Guglielmo de Riccardo, Biccari se convirtió en baronía del condado de Civitate.
En la época de Suabia, tras la muerte de Federico II, Corrado IV cedió el castillo a Giovanni Moro, el sirviente musulmán de su padre. Tras la muerte de Corrado, Giovanni pasó al bando de Inocencio IV poniéndose en contra de Manfredi de Sicilia: en una carta fechada el 3 de noviembre de 1254, el Papa confirmó a Giovanni Moro algunas posesiones, entre ellas el castillo de Biccari y el castrum de Calatabiano, a cambio de lo cual Giovanni debía garantizar, cuando fuera necesario, ayuda militar para la defensa del Reino de Sicilia.
En 1283 fue señor de Biccari Bertrando dei Reali, cuya hija Filippa, casándose con Giacomo Cantelmo, le trajo el feudo de Biccari como dote. En el siglo XV fue el dominio de los Stendardo, una familia noble francesa que se trasladó al Reino de Nápoles siguiendo a Carlos I de Anjou. Matteo Stendardo construyó la cruz lítica de Porta Pozzi en 1473 y el Convento Bianco de Sant'Antonio terminó en 1477. En el siglo XVI el feudo pasó a la familia napolitana de los Caracciolo.
En 1534, Marcello Caracciolo obtuvo el título de Conde de Biccari del emperador Carlos V de Habsburgo. Fue el responsable de la construcción de la mansión, actualmente el ayuntamiento. El señorío de los Caracciolos terminó con la muerte de la condesa de Biccari Antonia (1725) y el feudo pasó a su esposo Giambattista di Capua, príncipe de Riccia. En 1792, tras la muerte del hijo de su hijo, Bartolomeo di Capua, al no haber descendientes, el feudo de Biccari pasó a la corte real de Nápoles. En 1874, el fiscal del patrimonio real separó los bienes feudales en el territorio de Biccari, para poder confiarlos a particulares, liberándolos de cualquier vínculo feudal.
En 1860 Biccari se vio afectado por una revuelta anti-unificación sedada en sangre.